# Kulîkivka, Kameanka
Kulîkivka (în ucraineană Куликівка) este un sat în comuna Lubenți din raionul Kameanka, regiunea Cerkasî, Ucraina.

## Demografie
Componența lingvistică a localității Kulîkivka
     Ucraineană (97,95%)
     Rusă (2,05%)
Conform recensământului din 2001, majoritatea populației localității Kulîkivka era vorbitoare de ucraineană (97,95%), existând în minoritate și vorbitori de rusă (2,05%).